# John Kersey
John Kersey   (Bodicote, 1616 - Londres, 1677) va ser un matemàtic anglès, anomenat John Kersey el vell per diferenciar-lo del seu fill, el filòleg i lexicògraf John Kersey el jove.

## Vida i obra
Poc o res es coneix de la seva vida. Probablement va ser tutor dels fills de la família Denton a Hillesden (Buckinghamshire). El 1644, durant la Guerra Civil anglesa, els Denton van ser condemnats per ser reialistes i Kersey es va traslladar a Londres on va ser un exitós professor privat de matemàtiques. Per això, Edmund Wingate li va demanar que revisés i augmentés el seu popular llibre d'aritmètica, editat per primer cop el 1630 amb el títol de Arithmetique made easie. Kersey ho va fer i el va convertir en el llibre més popular d'aritmètica de la época, que va arribar a tenir més de deu edicions abans d'acabar el segle.
Finalment va publicar un llibre notable: The elements of that mathematical art commonly called algebra, en dos volums publicats el 1673 i 1674 respectivament i que es va conèixer popularment com Elements d'àlgebra i que va ser força elogiat per John Collins.